# بیدفورد (مین)
بیدفرد (به انگلیسی: Biddeford) شهری در ایالت مین کشور ایالات متحده آمریکا است که جمعیت آن در سرشماری سال ۲۰۱۰ میلادی، ۲۱٬۲۷۷ نفر بوده‌است.

## نگارخانه

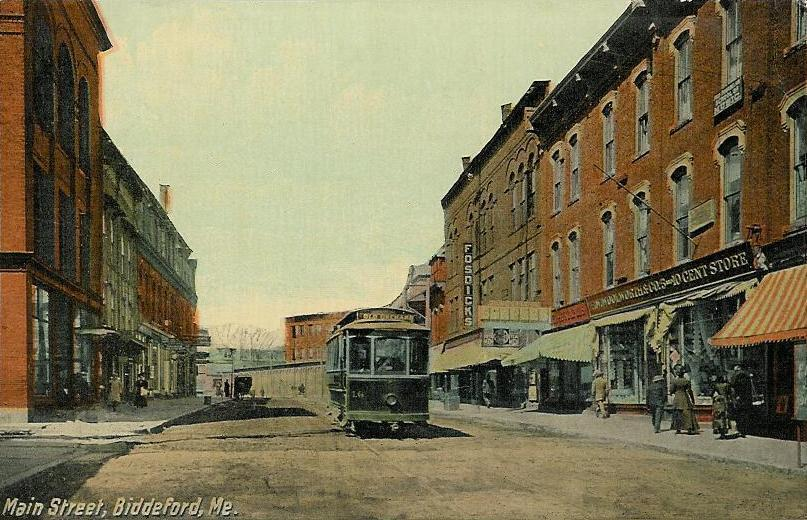
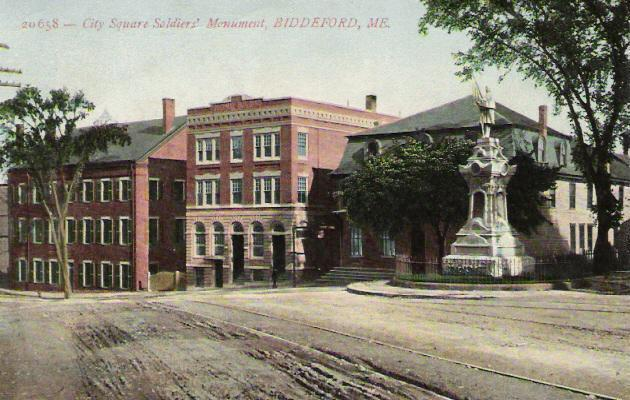
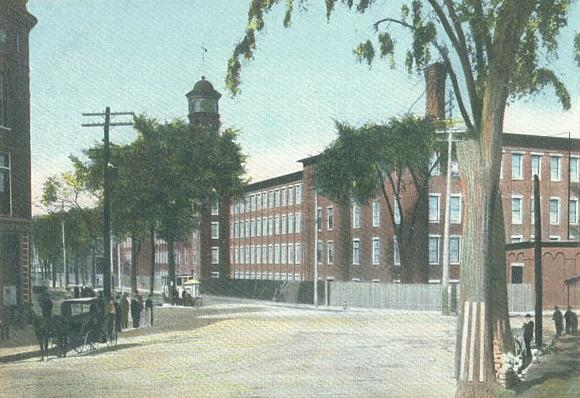
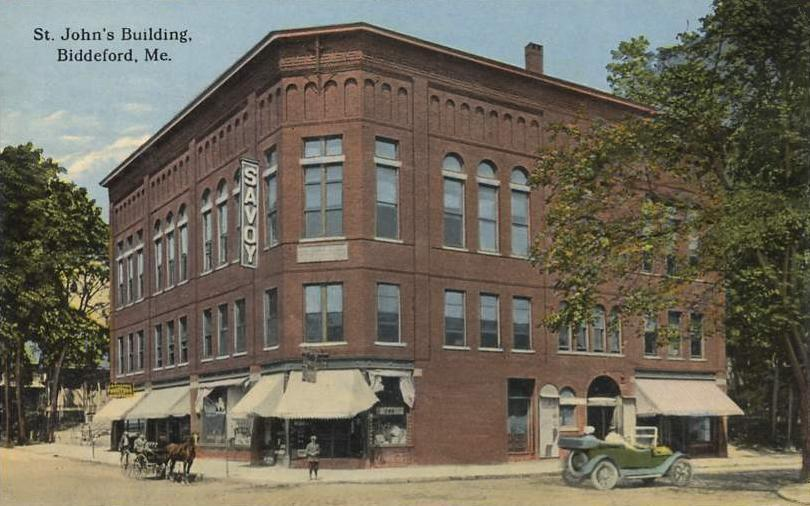
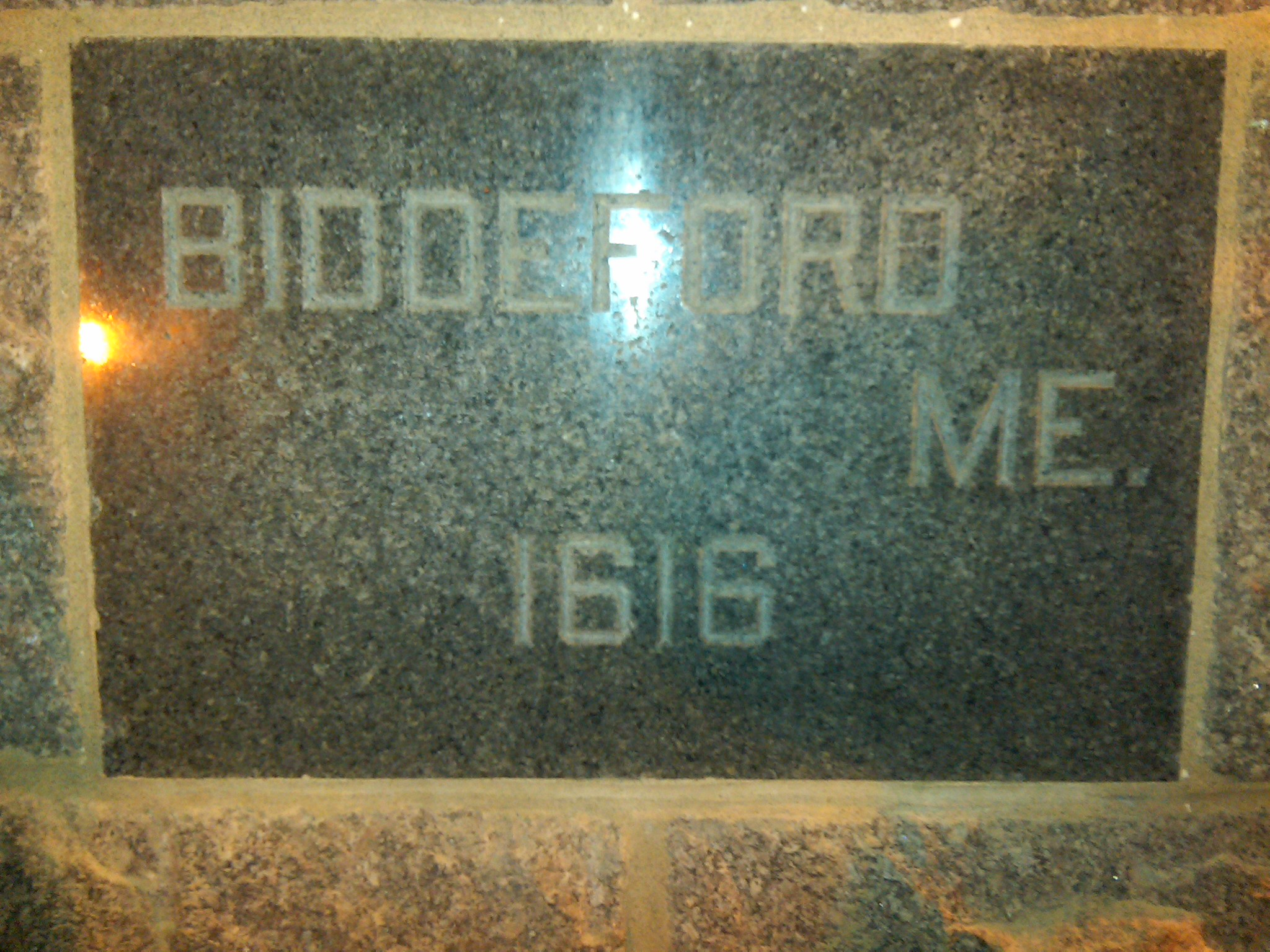